# Kathleen Mary Drew-Baker

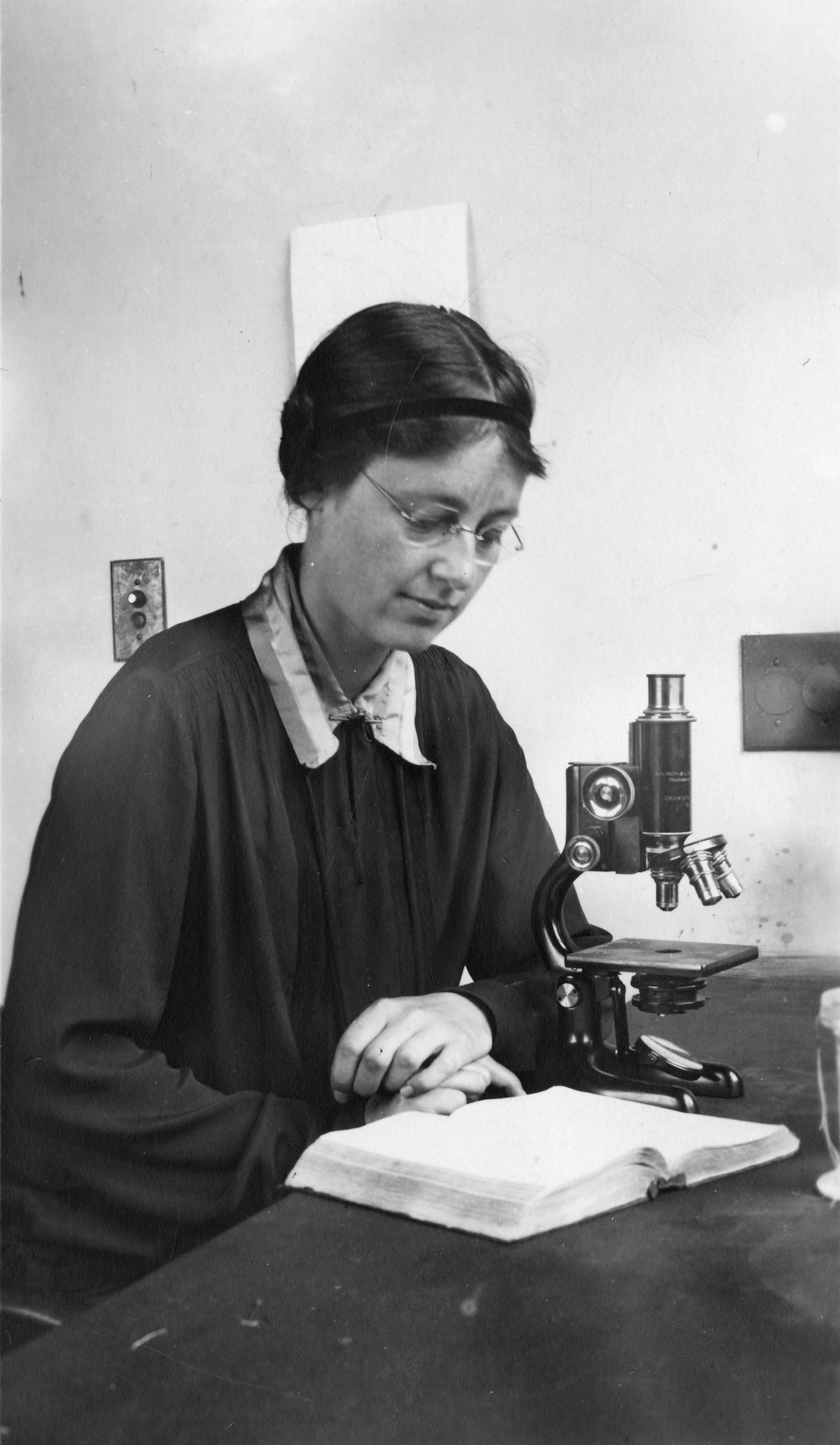
Kathleen Mary Drew-Baker.

Kathleen Mary Drew-Baker (geboren 6. November 1901 in Leigh; gestorben 1957 in Manchester) war eine britische Algologin. Ihre Erforschung des Lebenszyklus der Rotalge Porphyra umbilicalis führte zum Durchbruch der kommerziellen Nutzung von Nori in Japan.
Drew-Baker entdeckte, dass die bisher als eigene Gattung betrachtete mikroskopische Rotalge Conchocelis das diploide Stadium der bisher nur haploid bekannten Porphyra ist. Ihre Untersuchungen wurden bald durch den japanischen Algologen Sokichi Segawa repliziert. Basierend auf ihrer Arbeit wurden ab 1953 von Fusao Ota und weiteren japanischen Meeresbiologen künstliche Sätechniken entwickelt. Dies führte zu einer Verbesserung des vorher von unvorhersehbaren Ernteerträgen beeinträchtigten Nori-Anbaus und ermöglichte damit die groß angelegte kommerzielle Nutzung.
Zu Ehren Kathleen Drew-Bakers, die auch als Mutter des Meeres bezeichnet wird, findet bei ihrem 1963 in Uto errichteten Denkmal jeweils am 14. April ein Fest statt.
Kathleen Drew-Baker erhielt ein Biologiestipendium an der Universität Manchester und schloss ihr Studium dort 1922 mit Auszeichnung ab. Zwischen 1922 und 1957 unterrichtete und forschte sie am Institut für Botanik der Universität Manchester. Ab 1924 arbeitete sie im Rahmen eines Forschungsstipendiums am Berkeley College der University of California. Nach ihrer Rückkehr heiratete sie 1928 Henry Wright-Baker. Aufgrund ihrer Heirat wurde sie von der Universität entlassen, konnte aber dank eines Ashburne Hall Stipendiums als Honorary Research Fellow weiterarbeiten.
Sie war Mitgründerin der British Phycological Society und deren erste Präsidentin.